# Hold On ’Til the Night
Hold On ’Til the Night – debiutancki album amerykańskiego piosenkarza Greysona Chance. Został wydany przez wytwórnie Maverick, Streamline, Geffen Records oraz eleveneleven 2 sierpnia 2011. Jest to pierwszy album wydany przez Ellen DeGeneres, jej wytwórnie eleveneleven. Wydanie albumu zostało poprzedzone dwoma singlami "Waiting Outside the Lines" i "Unfriend You". Album został nagrany w Los Angeles.

## Single
"Waiting Outside the Lines" został wydany jako pierwszy singiel 26 października 2010 i jako EP został wydany 19 kwietnia 2011. Teledysk został wyreżyserowany przez Sanaa Hamri i opublikowany 13 grudnia 2010..
"Unfriend You" został wydany jako drugi singiel 17 maja 2011 roku. Teledysk, w którym występuje Ariana Grande, został wydany 30 czerwca 2011.

## Lista utworów
| Nr. | Tytuł                        | Autor                                                                            | Producent                       | Czas |
| --- | ---------------------------- | -------------------------------------------------------------------------------- | ------------------------------- | ---- |
| 1.  | "Waiting Outside the Lines " | Marcos Palacios, Ernest Clark, Aaron Michael Cox, Eric Bellinger, Greyson Chance | Da Internz                      | 3:51 |
| 2.  | "Unfriend You"               | Josh Alexander, Billy Steinberg                                                  | Alexander, Steinberg            | 3:20 |
| 3.  | "Home Is in Your Eyes"       | Chance, Cox, Palacios, Clark                                                     | Da Internz                      | 3:30 |
| 4.  | "Hold On ’Til the Night"     | Lauren Christy, Graham Edwards, Scott Spoke, Chance                              | The Matrix                      | 3:41 |
| 5.  | "Heart Like Stone"           | Chance, Danielle Brisebois, Nick Lashley                                         | Lashley, Brisebois, Matt Squire | 3:48 |
| 6.  | "Little London Girl"         | Martin Terefe, Sacha Skarbek, Andreas Olsson, Jamesa Walsh, Chance               | Terefe                          | 2:58 |
| 7.  | "Cheyenne"                   | Kaci Brown, Dillon Rodriguez, Brian Warfield, Maclean Robinson                   | Fisticuffs                      | 2:55 |
| 8.  | "Summertrain"                | David Jost, Alexander Zuckowski                                                  | Jost, Jochen Naaf               | 4:31 |
| 9.  | "Stranded"                   | Priscilla Renea Hamilton, Cox, Palacios, Clark                                   | Da Internz                      | 3:44 |
| 10. | "Take a Look at Me Now"      | Christy, Edwards, Spoke, Chance                                                  | The Matrix                      | 3:35 |

iTunes Bonus Track
| Nr. | Tytuł           | Czas |
| --- | --------------- | ---- |
| 11. | "Slipping Away" | 3:32 |

Amazon MP3 Bonus Track
| Nr. | Tytuł        | Czas |
| --- | ------------ | ---- |
| 11. | "Purple Sky" | 3:52 |